# Racsni (Transformers)
Racsni (angol eredetiben: Rachet) egy kitalált autobot szereplő a Transformers univerzumban. Orvos, másodlagos alakja egy mentőautó.
Egy Bob Budianskyval (a Transformers „G1” képregény első számainak írója) készült interjú szerint az autobotot a Száll a kakukk fészkére c. regény (unszimpatikus) főszereplőjéről, egy elmegyógyintézetben korlátlan hatalmat bitorló Rached főnővérről nevezték el. Racsninak azonban a név hasonlóságán kívül semmilyen egyéb (pl. jellem- vagy cselekménybeli) közössége nincs ezzel az alakkal.

## Története

### Marvel képregény

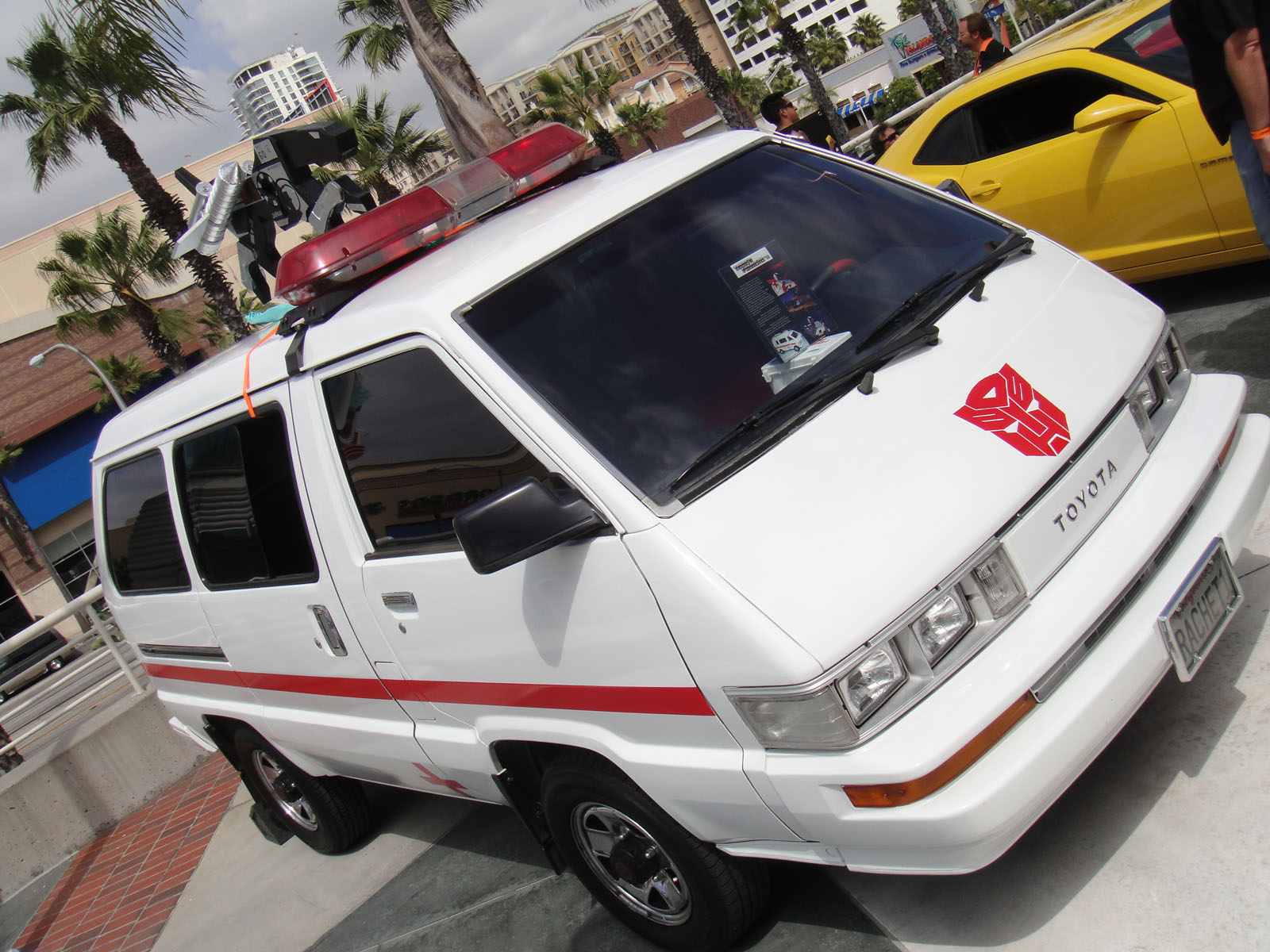
Racsni autó-alakja egy fesztiválon

Racsni az első autobotokkal együtt került a Földre. Miután társaival együtt feléledt, felvette egy Nissan Vanette mentőautó alakját és elkezdte kijavítani a Bárkát, az autobot űrhajót, hogy minél hamarabb hazajuthassanak. Megismerkedik egy emberrel, Buster Witwickyvel és annak édesapjával. Miután Buster apja szívrohamot kap az autobot főhadiszálláson, Racsni viszi be a kórházba mentőautó alakjában. Így szerencsésen elkerülte Sokkoló támadását. Miután ő maradt az egyedüli autobot a Földön, szövetséget köt Megatronnal, hogy segít neki legyőzni Sokkolót, cserébe felélesztheti autobot társait. Megatron nevetve beleegyezik, hiszen Racsni az egyik leggyengébb autobot, Sokkoló pedig a legerősebb álca. Racsni a tervéhez segítséget keres: megkeresi a dinobotokat, hogy segítsenek legyőzni Sokkolót. Acsargó memóriájában talál egy 4 millió éves felvételt Sokkoló "haláláról". Ezt lejátszva becsapja Megatront. Megatron azonban nem tartja magát az ígéretéhez, ezért megküzdenek. Racsni le akarta lökni egy sziklaszirtről, de nem sikerült neki. Tette azonban nem volt hiábavaló, az ütéstől a szirt elrepedt és Megatron lezuhant.
Később Megatron az álca mikromesterek segítségével foglyul ejti, és arra kényszeríti, hogy élessze újjá Üstököst. Megatron el akarja pusztítani az autobotok űrhajóját, de Racsni merész és hősies tettel a bombát az álca bázisra teleportálja. Megatronnal együtt felrobban, és eltűnik. A robbanástól eggyé válik Megatronnal. Később Éjvadász talál rá ebben a szörny alakban. Optimus Fővezér parancsára szétválasztják őket, de a műtét nem sikerül tökéletesen. Mogorva által szerzett nukleontól újra feléled. Az Unikron elleni harc után a Bárkával kényszerleszállást hajt végre a Földön, hogy az űrhajó minden utasát elpusztítsa.
A képregényben Racsni heroikus munkát végző orvos, aki reménytelennek tűnő helyzetben, az állandó, pusztító harcok közti rövid szünetekben, a sosem szűnő alkatrész- és energiahiány, valamint a földi technológia lehetőségek korlátozottsága ellenére is több-kevesebb sikerrel próbálja újjáéleszteni és karbantartani sérült vagy halott társait. Nem szívesen harcol, örök pacifista, de ha a körülmények rákényszerítik, akár a lehetetlennek tűnő helyzeteket is felvállalja, főként kötelességtudatból. Az ilyen helyzetekből nagy erő híján az eszével, intelligenciájával vágja ki magát.

### Generation 1 rajzfilm
A rajzfilmben rendszerint háttérszerephez jutott. Racsni a sérült Autobotokat javítgatta, időnként a Kerék névre hallgató feltaláló Autobottal működött együtt. A sorozatban 1984-től 2005-ig volt aktív, az Álcák egy rajtaütésekor érte a halál, amikor Optimusz Fővezér parancsára Acélfejjel, Portyázóval és Izmossal a Földre utazott. Megatron fegyver üzemmódja hamar végzett vele.

### Mozifilm
A mozifilmben Racsni is Űrdongó hívására érkezett a Földre, majd a becsapódásakor megjelent egyik mentőjármű alakját felvéve csatlakozott társaihoz, hogy megtalálják az Örök Szikrát. Az Álcák elleni csatákban is aktívan részt vett. Racsni nagy erőfeszítéseket tett Űrdongó sérült hangprocesszorának megjavítására. Egy lézerrel kezelte társa torkát, melynek eredményeképp Űrdongó hangja lassan visszatért. A (Marvel G1) képregénnyel ellentétben, nincs utalás sem testi erejének hiányosságaira, sem békeszeretetére: gyakran látható, amint csatajelenetekben harcol. A negyedik részben Vesztegzár megöli.

### Animated
A Transformers: Animated című rajzfilmben Racsni egy háborút megjárt, súlyos lelki sérüléseket hordozó Autobot orvos, akit egy kisebb Űrhíd szervizbrigádhoz osztottak be, egészen pontosan Optimusz csapatába.
A Nagy Háború alatt Racsni szemtanúja volt az Álcák okozta pusztításnak, valamint saját népe korruptságának. Egyik küldetése alkalmával egy Autobot tanítónőt, Arszit kellett megmentenie, ám mindketten a Lockdown nevű fejvadász fogságába estek, aki az Arcee agyában őrzött információkra pályázott. Racsni a nő kérésére EMP-vel törölte annak memóriáját, ám sosem tudta túltenni magát ezen a tetten.
A háború befejező szakaszában beavatták az úgynevezett Omega Hadműveletbe, melynek során az Autobotok óriási harci gépeket hoztak létre az Álcák legyőzésére. Az egyik ilyen masina, Szuper Omega sikeresen legyőzte az ellenfélt, s barátságot kötött a még ifjú Racsnival. Azonban a háború befejeztével az Autobotok nem kitüntették, hanem újrahasznosították Omegát, s azzá az űrhajóvá alakították, amelynek fedélzetén később Racsni Űrhidak javítását végezte.
Hosszú idővel később, a Földre érkezvén Racsni már egy keserves, poszttraumatikus stressz szindrómával küszködő robot volt, aki magán viselte a háború során szerzett testi sebeit is. Elsődleges feladata bajtársai javítása volt, ám időnként feltalálóként is működött.
Csapatával ismét harcba keveredett a Megatron vezette Álcák kisebb csoportjával, közben új barátokra tett szert, ilyen például a félig szerves, egy ideig embernek tartott, Sari nevű Transformer kislány, Fanzone rendőrkapitány, s még Szuper Omegát is sikerült életre keltenie. Később sikeresen visszaállította Arszi emlékeit is, és megmentette őt az Álcák fogságából. A hadakozás végével pedig Racsni visszatért Kibertron bolygójára, ahol társaival együtt hősként ünnepelték.

### Prime
A Transformers: Prime rajzfilmsorozatban Racsni egy autobot orvos, Optimusz fővezér legjobb barátja és helyettese. Mogorva és heves vérmérsékletű, nem tetszik neki, hogy az emberek elavult technológiáját kénytelen használni, és nem nagyon tetszik neki (főképp eleinte) az emberek jelenléte sem a bázison, ennek fő oka, hogy túl gyengének és sérülékenynek tartja őket a robotháborúban való részvételhez (ellenérzései később csökkennek). Kifejlesztette a Földhíd technológiát, amely az Űrhidak kisebb hatótávolságú változata. Ennek segítségével az Autobotok a Föld bármely pontjára elutazhatnak.
Amikor Megatron hadai a Földre érkeztek, és a sötét energon nevezetű titokzatos anyag segítségével halott alakváltókat támasztottak fel, Racsni Optimusszal vállvetve igyekezett megfékezni a Megatron hatalma alatt álló élőholtakat. Később pedig földi bázisán maradva nyújtott segédkezet a Megatron és drónserege ellen az űrben harcoló társainak.
A Prime sorozatban Racsni harcosnak sem utolsó, a G1 képregényből/rajzfilmből sem relatív testi gyengeségét, sem pacifizmusát nem emelték át (megfelelően annak, hogy a Prime karakterei mind külsejükben, mind jellemükben leginkább a mozifilmbeli alakokkal egyeznek meg). Épp ellenkezőleg: amikor elveszti a fejét, hajlamos az autobotok normáit megszegni.

## Képességei

### G1-béli alakja
Racsni egy Nissan C20 Vanette mentőautóvá képes átalakulni. Van egy harmadik alakja is, mely egy orvosi diagnosztikai berendezés robotoknak. Ezt a komponenst jármű alakjáról képes leválasztani. Feladata a gyógyítás. Munkáját lelkiismeretesen végzi.

### Mozifilmbéli alakja
A mozifilmben alakja egy Hummer H2 mentőautó-terepjáró. (Fiktív jármű, mivel mentőautó csak a Hummer H1-es katonai típusából készült.)
Különféle szerszámai vannak, de a harchoz is fel van szerelve. Rendelkezik egy EMP kibocsátóval.

### Animated-béli alakja
Racsni ezen változata egy fiktív mentőautóvá változik. Robotként nagy erejű mágneseket hord a karjain, melyekkel igen erős sugárzást tud kibocsátani. EMP generátorral is rendelkezik.
Kibertronon négy lánctalpat viselő, idegen mentővé alakult.

### Prime-béli alakja
Racsni egy, a mozifilmbéli megjelenéséhez nagyon hasonló járművé alakul, ám megőrizte klasszikus piros-fehér színezetét. Robotként rövid pengékké képes lecserélni a kezeit, melyeket harchoz használ, de valószínűleg szereléskor is hasznukat veszi.